# Johannes Caspar Bordewick
Johannes Caspar Bordewick (* September 1650 in Münster; † 6. März 1721 ebenda) war ein deutscher römisch-katholischer Theologe und Geistlicher, Offizial und Generalvikar im Bistum Münster.

## Leben
Johannes Caspar Bordewick war ein Sohn des Hermann Bordewick und dessen Ehefrau Catharina Zumkley und wurde am 11. September 1650 in der Lambertikirche Münster getauft. Nach dem Abitur am Gymnasium Münster erhielt er 1670 die Tonsur zur Vorbereitung auf ein geistliches Leben. In den Jahren von 1671 bis 1675 studierte er am Collegium Germanicum in Rom und empfing dort am 22. Dezember 1674 die Priesterweihe. Sein Studium schloss er als Dr. theol. und Doktor beider Rechte ab. 1681 leistete er seinen Amtseid als Assessor am Offizialat. 1688 mit einem Kanonikat an St. Ludgeri in Münster versehen, übernahm er im Auftrag des späteren Fürstbischofs Friedrich Christian von Plettenberg, der das Amt des Generalvikars von 1687 bis zu seiner Bischofswahl am 29. Juli 1688 ausgeübt hatte, kommissarisch das Generalvikariat.
1705 erhielt er die bischöfliche Vikarie, nachdem sich zuvor das Kapitel gegen die Entscheidung des Bischofs gestellt hatte. Aus dieser Einnahmequelle durfte er bis 1721 schöpfen.
Bordewick war Geistlicher Rat und ältester Hofgerichtsassessor. Zugleich war er Dechant von St. Martini und St. Ludgeri.
Bei einer Visitationsreise ins Emsland vom 14. bis 19. Januar 1706 kritisierte er Verhaltensweisen von Schwestern im Kloster Frenswegen und bemängelte deren weite Reisen, häufigen Besuch von Freunden und Verwandten sowie die persönliche Bedienung der Patres.
Im Januar 1721 erhielt er die Ernennung zum Offizial. Damit war er Vertreter des Bischofs in der kirchlichen Rechtspflege. Er starb bereits kurz nach seiner Amtsübernahme am 6. März 1721.